# Верхнее Карпово
Верхнее Карпово — упразднённая деревня в Нюксенском районе Вологодской области России.

## География
Урочище находится в северо-восточной части области, в подзоне средней тайги, на правом берегу реки Большая Бобровка, на расстоянии примерно 31 километра (по прямой) к востоко-северо-востоку от Нюксеницы, административного центра района.

### Климат
Климат характеризуется как умеренно континентальный, с продолжительной холодной многоснежной зимой и относительно коротким умеренно тёплым влажным летом. Среднегодовая температура воздуха — +1,8 °C. Средняя температура воздуха самого холодного месяца (января) — −13,1 °C, средняя температура самого тёплого (июля) — +17 °С. Безморозный период длится 100—110 дней. Среднегодовое количество атмосферных осадков составляет 450—500 мм, из которых около 330—350 мм выпадает в вегетационный период. Снежный покров держится в течение 160—165 дней. В течение года господствуют ветры юго-западного направления.

## История
По данным 1914 года, в деревне Карпово проживало 73 человека (40 мужчин и 33 женщины). В административном отношении входила в состав Бобровского сельского общества Вострой волости Велико-Устюгского уезда.
В советское время действовало отделение колхоза «Смена». По состоянию на 1 января 1973 года входила в состав Бобровского сельсовета.